# Maloof Money Cup
Der Maloof Money Cup war ein jährlicher Skateboard-Wettbewerb für Amateur- und Profi-Skateboarder, der von Joe und Gavin Maloof gegründet wurde. Von 2008 bis 2012 wurden acht Wettkämpfe in vier verschiedenen Städten veranstaltet.
Ziel des Wettbewerbs war es, das Bewusstsein für das Skateboarden zu schärfen und die Teilnahme an Skateboard-Veranstaltungen und -Aktivitäten zu fördern. Die Organisatoren wollten außerdem neue Skateboard-Infrastrukturen schaffen und den Einzelhandel in den Gebieten, in denen die Veranstaltungen stattfinden, ankurbeln.

## Geschichte
Die Eröffnungsveranstaltung fand 2008 im OC Fair & Event Center in Orange County statt und wurde von rund 200.000 Menschen besucht. Im Jahr 2010 wurde der Wettbewerb nach New York City ausgeweitet. Im Jahr 2011 fanden Veranstaltungen in New York, Washington DC und Südafrika statt, wo die ersten Maloof Money Cup World Skateboarding Championships in Kimberley abgehalten wurden.
Die Veranstaltung bot den größten Geldpreis aller bisherigen Skateboard-Wettbewerbe oder Veranstaltungen. Unter den Teilnehmern wurde ein Preisgeld von 160.000 Dollar verteilt. Ein Bonus in Höhe von einer Million Dollar wurde jedem Teilnehmer angeboten, der vier aufeinanderfolgende Turniere gewinnt. Alle drei Skateparks, die für die Veranstaltung gebaut wurden, waren Kooperationen zwischen Veranstaltern, Skatern und den gastgebenden Städten, mit der Absicht, dass die Anlagen nach Abschluss der Veranstaltungen als permanente Parks in den Gemeinden verbleiben.

## Money Cup Performer
Bei den Veranstaltungen des Maloof Money Cups gaben verschiedene Künstler aus den Genres Hip-Hop, Pop und Rock Konzerte. Einige namhafte Künstler wie Ludacris, Snoop Dogg, Lil Jon und Nelly sind aufgetreten.

## Maloof Skateboarding Assistance Foundation
Die Maloof Skateboarding Assistance Foundation ist eine Non-Profit-Organisation, die ebenfalls von Joe und Gavin Maloof gegründet wurde. Ausschlaggebend war der Unfall von Jake Brown, ein professioneller Vert-Skaterboarder, bei den X-Games 2007 einen Sturz aus 15 Meter Höhe erlitt und größtenteils unverletzt überlebte. Die Hauptaufgabe der Stiftung ist es, Zuschüsse und finanzielle Unterstützung für medizinische Kosten für jeden Skateboarder zu gewähren, der sich beim Skateboarden verletzt hat. Des Weiteren Policen zu kaufen, die über die Basis-Krankenversicherung für die zum Maloof Money Cup eingeladenen Skateboarder hinausgehen, und Skateparks zu bauen und sie den Gemeinden und lokalen Skatern zur Verfügung zu stellen. Die erste Veranstaltung der Stiftung fand 2009 statt und hieß „Ante Up for Skateboarding“, ein von Monster Energy gesponsertes Pokerturnier. Jake Brown gewann das allererste „Ante Up for Skateboarding“ und spendete seinen gesamten Gewinn an das Programm zurück. Die Veranstaltung war ein großer Erfolg, sodass sie 2010 wiederholt wurde.

## Ergebnisse
Die folgende Liste zählt die Gewinner aller Maloof Money Cups auf.

### 2008
- Pro Street: Paul Rodriguez
- Pro Vert: Pierre-Luc Gagnon
- Ladies: Leo Baker[6]
- Amateur: Dustin Blauvelt

### 2009
- Pro Street: Chris Cole[7]
- Pro Vert: Alex Perelson
- Ladies: Leticia Bufoni
- Amateur: Felipe Gustavo[8]

### 2010
Costa Mesa, Kalifornien:
- Pro Street: Chris Cole[9][10]
- Pro Vert: Pierre Luc Gagnon
- Ladies: Leticia Bufoni
- Amateur: Ishod Wair

New York City:
- Pro Street: Paul Rodriguez[11]
- Amateur: Felipe Gustavo[12]

### 2011
New York City:
- Pro Street: Greg Lutzka[13]
- Amateur: Evan Smith[14]

Washington DC:
- Pro Street: Andrew Reynolds[15]
- Amateur: Ishod Wair

Kimberley, Südafrika:
- Pro Street: Ishod Wair
- Amateur: Justus Kotze

### 2012
- Pro Street: Luan Oliviera[16]
- Pro Vert: Pierre Luc Gagnon